# Jardin Hans-et-Sophie-Scholl
Jardin Hans-et-Sophie-Scholl är en park vid Boulevard du Bois-le-Prêtre 20 i Quartier des Épinettes i Paris 17:e arrondissement. Parken, som invigdes  är uppkallad efter de tyska syskonen och motståndskämparna Hans och Sophie Scholl, vilka avrättades år 1943.

## Omgivningar
- Saint-Joseph-des-Épinettes
- Saint-Michel des Batignolles
- Square des Batignolles
- Square Jean-Leclaire
- Square des Épinettes
- Stade Max Rousie

## Bilder
| - Saint-Joseph-des-Épinettes. - Square des Épinettes. - Byst föreställande Sophie Scholl. |

## Kommunikationer
- Tunnelbana – linje  – Porte de Saint-Ouen
- Paris spårväg – linje  – hållplats Épinettes – Pouchet
- Busshållplats Bois-le-Prêtre – Paris bussnät, linje 66

### Webbkällor
- ”Jardin Hans et Sophie Scholl”. Paris.fr. 6 april 2021. https://www.paris.fr/equipements/jardin-hans-et-sophie-scholl-19654. Läst 6 april 2021.
- ”Le Jardin Hans et Sophie Scholl, le nouvel espace vert de la porte Pouchet”. Sortir à Paris. 20 november 2020. https://www.sortiraparis.com/arts-culture/balades/articles/235972-le-jardin-hans-et-sophie-scholl-le-nouvel-espace-vert-de-la-porte-pouchet. Läst 6 april 2021.